# Ludwig-Ernst Toelle
Ludwig-Ernst Toelle (* 23. August 1823 in Stolberg (Harz); † 2. Oktober 1886 in Barmen) war ein deutscher Unternehmer in der Textilindustrie, der als Stadtverordneter in Barmen auch kommunalpolitisch aktiv war.

## Familie
Ludwig-Ernst Toelle begann seine unternehmerische Tätigkeit in Halberstadt. Im Jahr 1851 heiratete er Julie Noelle (1824–1897), Tochter des Unternehmers Peter Caspar Noelle (1790–1875) in Metallwarenfabrik Gebr. Noelle in Lüdenscheid. Sie hatten drei Söhne und zwei Töchter und wohnten im Haus Loher Straße 5. Die Barmer Zeitung berichtete am 2. Oktober 1886, dass „Ludwig-Ernst Toelle sanft nach schwerem Leiden entschlief“.

## Unternehmen
Der Familie Toelle gehörte die 1853 auf dem Grundstück Loher Straße 9 gegründete Fabrik gummielastischer Waren wie Hosenträger, Strumpfgürtel usw., Kordeln und Litzen, Bandagenstoffe. Nach dem Tod von Ludwig-Ernst Toelle wurde sie vom ältesten Sohn Hugo-Ernst Toelle (* 26. März 1852; † 21. September 1921, Vorsitzender des Barmer Kunstvereins 1908–1914) übernommen. Noch im Adressbuch von 1909 wurde er als Inhaber genannt. 1919 lautete die Firma Ludwig-Ernst Toelle, Nachf., Inhaber Walter Rosenbaum und produzierte noch am Loh. Nach Kriegsende bis in die 1970er Jahre hatte sie ihren Sitz in Langerfeld, Badische Straße 8–10. Die Spur der Familie Toelle verliert sich danach.

## Luftfahrt
Die Familie Toelle war eng mit der Geschichte der Luftfahrt verbunden. Die Toelles gehörten zu den Gründungsmitgliedern und Förderern des Vereins für Luftschifffahrt und der Rheinisch-Westfälischen Motor-Luftfahrtsgesellschaft. Auch Ludwig-Ernst Toelle betätigte sich als Luftfahrtpionier, doch entgegen anderen veröffentlichten Forschungsergebnissen stürzte er nicht mit einem Gasballon ab, wie sein Enkel (und Sohn von Hugo Toelle), Max Otto Toelle (* 8. März 1878; † 13. Juli 1910), der gemeinsam mit anderen Gleichgesinnten mit dem Luftschiff Erbslöh bei Leichlingen tödlich verunglückte. Das 1911 dort gesetzte Oskar-Erbslöh-Denkmal erinnert auch an Max Toelle.

## Toelleturm

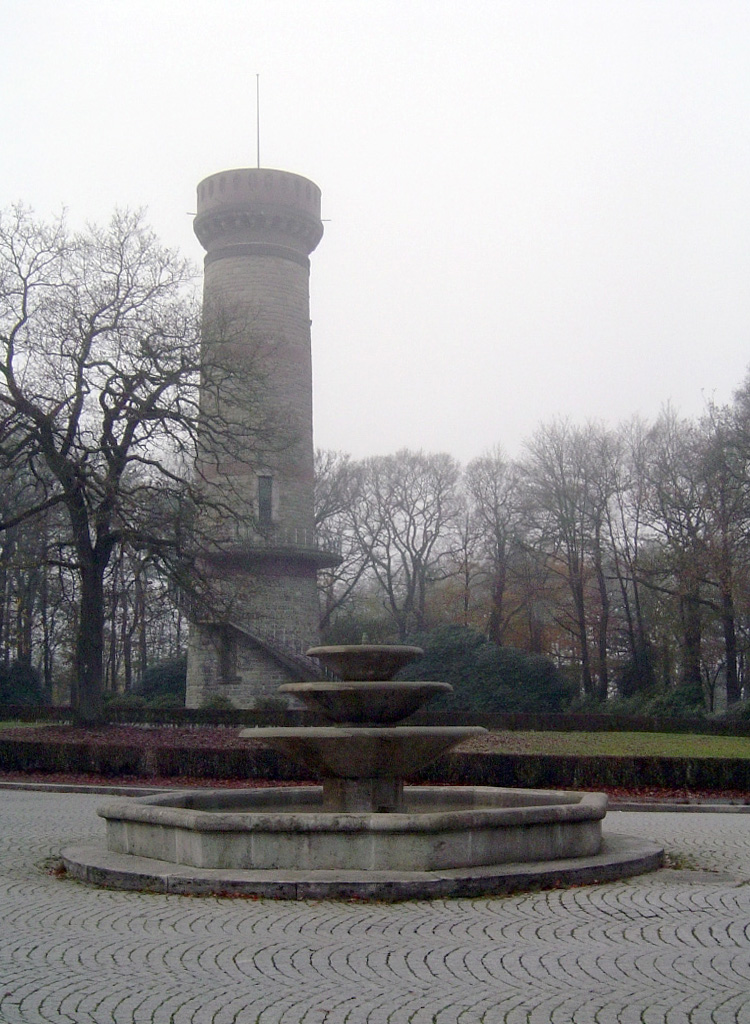
Toelleturm (November 2005)

Ludwig-Ernst Toelle spazierte regelmäßig über den Barmer Südhöhenzug und genoss dort den weiten Blick in das Bergische Land. Hierbei entstand seine Idee, einen Aussichtsturm zu bauen. Mit dieser Auflage vermachte er dem Barmer Verschönerungsverein testamentarisch 15.000 Mark. 1888 wurde der Toelleturm für die Öffentlichkeit geöffnet.

## Grabanlagen der Familie Toelle
Auf dem Unterbarmer Friedhof stehen die von dem mit der Familie Toelle befreundeten Düsseldorfer Bildhauer Joseph Hammerschmidt gestalteten und später als schützenswert eingestuften Grabanlagen aus Belgisch-Granit für
- Carl Toelle († 1907) – Mausoleum mit Figurengruppe Nibelungengruppe (Hagen und Volker auf der Wacht), Feld 5/4, entstanden 1904; Carl Toelle war der zweite Sohn von Ludwig-Ernst Toelle und Teilhaber des Familienunternehmens.
- Hugo Toelle – dreiteilige niedrige Grabwand mit Figurengruppe Zwei weibliche Trauernde, auf Urne gestützt, Feld 5/3, entstanden 1921; Hier wurde auch die Urne von Max Toelle beigesetzt.

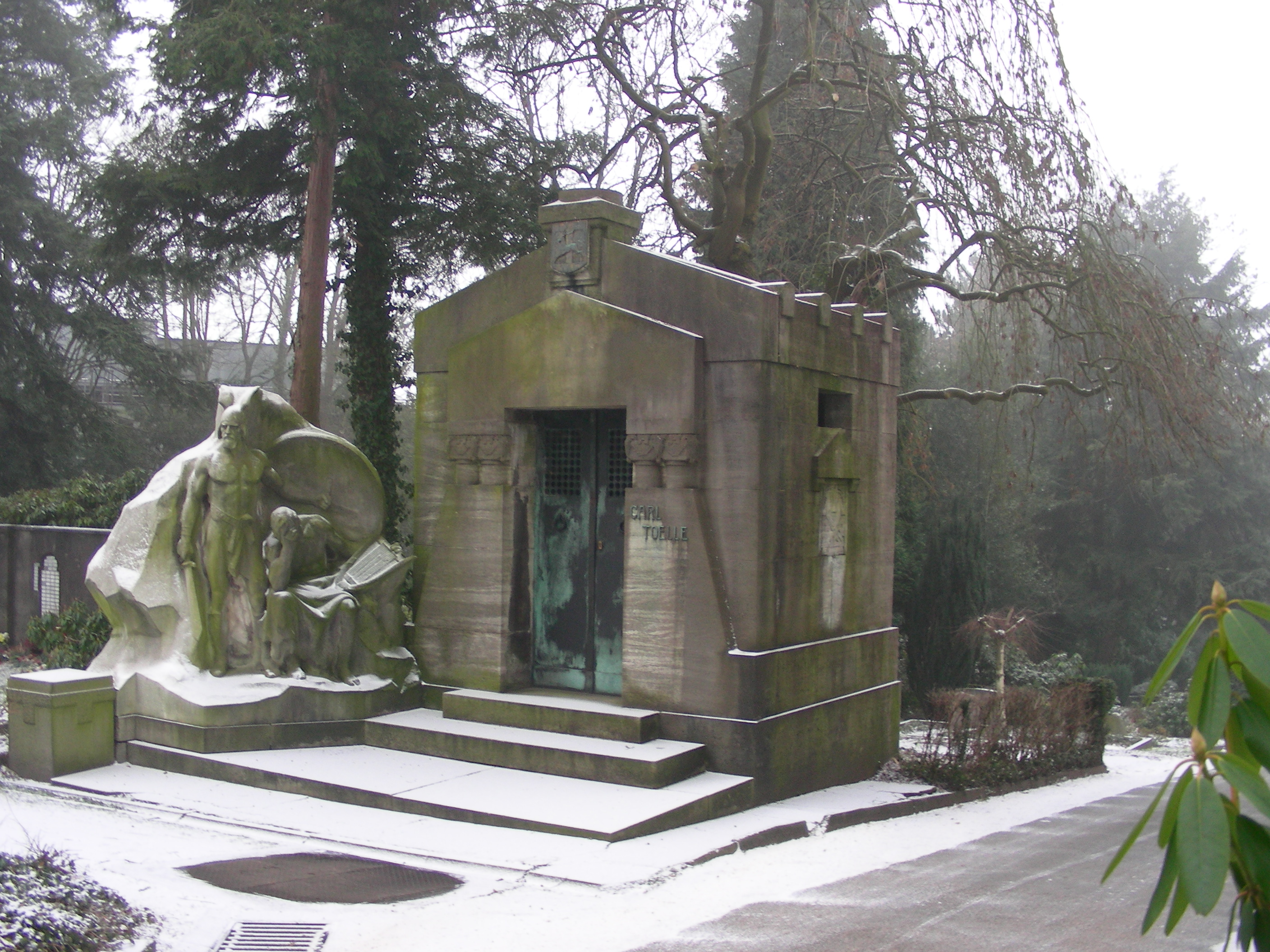
Mausoleum der Familie Carl Toelle
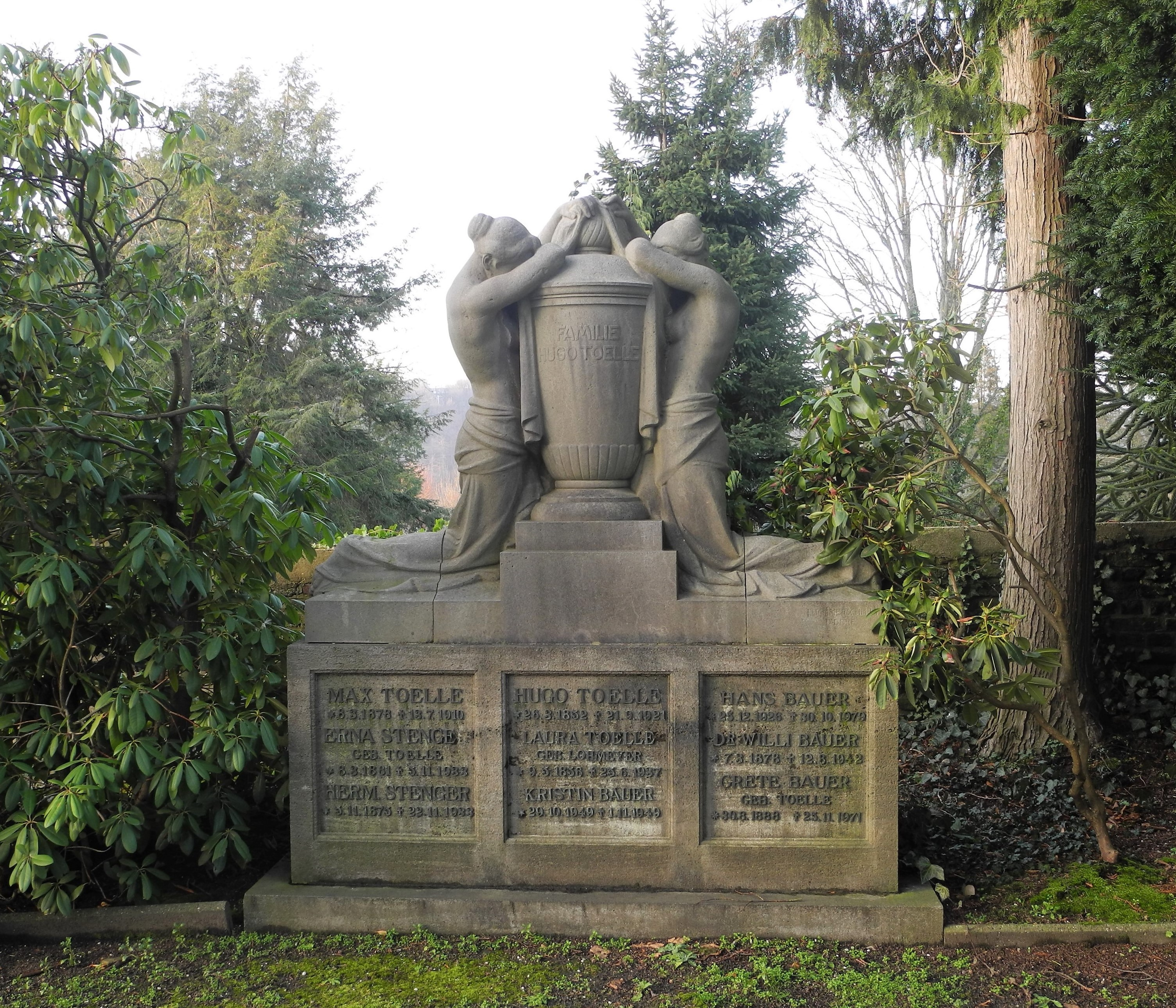
Grabmal der Familie Hugo Toelle